# Hengshan
Hengshan (en chino, 横山; pinyin, Héngshān) es un distrito urbano bajo la administración directa de la Prefectura Yulin  en la Provincia de Shaanxi, República Popular China.  Su área es de 4286 km² y su población total para 2010 superó los 280 mil habitantes.

## Administración
Desde julio de 2023, el  Distrito Hengshan se divide en 18 pueblos que se administran en 5 subdistritos y 13 poblados.

## Toponimia
El topónimo Hengshan [/Jeng-Shan/] significa 'la transversal de la montaña', ese nombre lo toma directamente de los montes Heng (transversal) porque atraviesan Ningxia, serpentean hacia Shaanxi en el este, pasan cerca de la Gran Muralla y terminan a orillas del río Amarillo. 
Anteriormente se le conocía como Huaiyuan (怀远), debido a que tenía el mismo nombre que el condado Huaiyuan en la provincia de Anhui, se le cambió el nombre en 1914 y se le dio el nombre de las montañas Hengshan en el territorio.